# توقيت بوتان
توقيت بوتان هو ت ع م+06:00. لا تتبع بوتان التوقيت الصيفي.

## قاعدة بيانات المناطق الزمنية
إن المنطقة الزمنية لبوتان وفق قاعدة بيانات المناطق الزمينة (IANA) هي Asia/Thimphu.